# Amoeboceras
Amoeboceras – rodzaj głowonogów z podgromady amonitów.
Żył w okresie jury (oksford - kimeryd).